# Burschenschafterturm

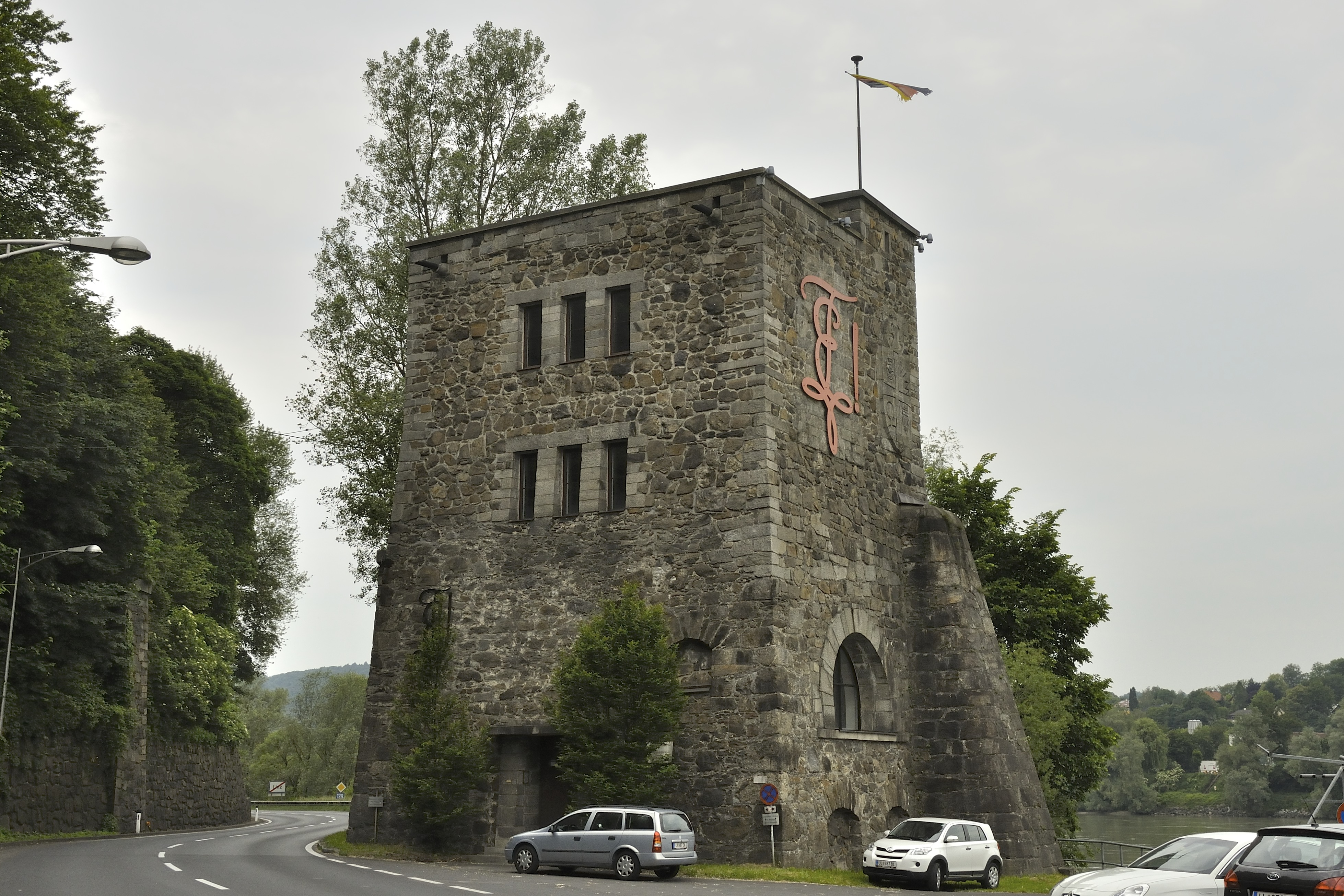
Burschenschafterturm (2012)

Der Burschenschafterturm (auch Anschlussturm) ist ein Teil der im frühen 19. Jahrhundert errichteten Maximilianischen Turmlinie in Linz. Er stellte als Teil der Klause Adelgunde den rechten Anschluss der Befestigungsanlage an die Donau dar. Heute dient er als Erinnerungsstätte und Museum der Deutschen Burschenschaft.

## Geschichte als Klause Adelgunde

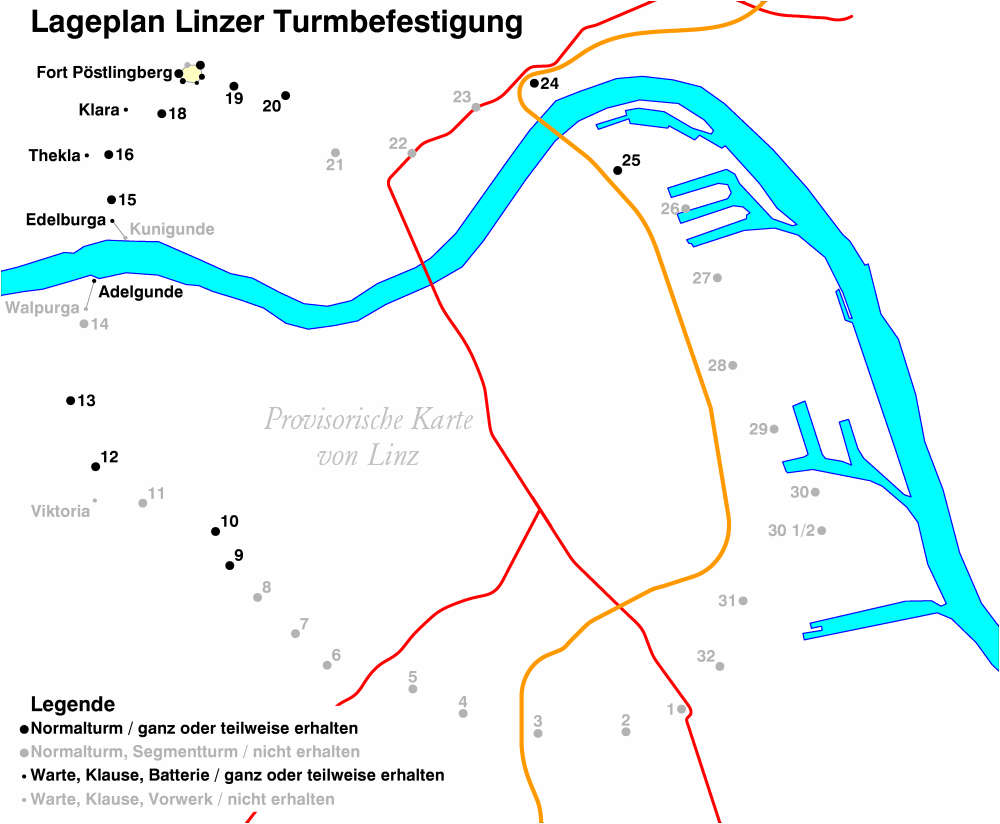
Lageplan der Turmbefestigung Linz

Erbaut wurde die Klause Adelgunde im frühen 19. Jahrhundert aufgrund der Napoleonischen Kriege als Teil einer Wehranlage, die Linz mit ihren 32 Wehrtürmen zu einer befestigten Stadt machte. Links und rechts der Donau lagen die sogenannten Anschlüsse: Direkt am Ufer lag jeweils eine Klause, daran schloss sich eine Mauer an, die den Abhang hinaufführte und an einer Warte endete. An den Klausen waren Eisenringe eingemauert, in die eine Kette zum Absperren der Donau eingehängt werden konnte. Die Klause Adelgunde war mit der heute nicht mehr erhaltenen Warte Walpurga durch eine Anschlussmauer verbunden, woher auch die seit jeher bekannte Bezeichnung Anschlussturm bzw. Anschlussmauer kommt.
1858 war die Befestigungsanlage strategisch überholt und wurde aufgegeben.

## Geschichte als Burschenschafterturm
Die verfallene Klause wurde 1917 durch Karl Beurle für die Burschenschaft der Ostmark erworben, um als Ehrenmal für die Gefallenen des Ersten Weltkrieges ausgestaltet zu werden; außerdem wurde ein Gedenkraum für die nach 1918 verlorengegangenen deutschen Hochschulstandorte eingerichtet. 1928 erklärte die Deutsche Burschenschaft, dass „der Turm in Linz […] zu einem Anschlußdenkmal ausgebaut werde“.
1932 wurde für eine Weihe die Inschrift „Ein Volk, ein Reich“ angebracht. Die Inschrift wurde nach dem Anschluss Österreichs an das Deutsche Reich von den Nationalsozialisten zum „Führergeburtstag“ 1939 zu „Ein Volk, ein Reich, ein Führer“ erweitert. Nach 1945 wurde sie entfernt.
Nach 1945 wurde das Gedenken um die Toten des Zweiten Weltkrieges erweitert. Der Gedenkspruch lautet: „Gefallen – vermißt – an Wunden gestorben – vertrieben – erschlagen – in Lagern verdorben – für Heimat und Volk – weil sie Deutsche waren – so haben ihr Leben vieltausend gegeben“. Von 1989 bis 1990 und von 2001 bis 2002 wurde der Turm restauriert.

## Denkmalschutz
Der „Befestigungsturm“ ist mit Bescheid des Landesdenkmalamtes für Oberösterreich Zl. 1037 vom 18. Dezember 1928 unter Schutz gestellt worden.
Ende 2006 wurde vom Eigentümer ohne behördliche Bewilligung ein großes Logo der Deutschen Burschenschaft in roter Farbe angebracht. Nach Bekanntwerden dieses Umstands durch eine parlamentarische Anfrage im Juni 2018 wurde das Bundesdenkmalamt angewiesen, ein entsprechendes Verwaltungsverfahren einzuleiten. Schon im August 2018, zwei Tage nach Information des Parlamentes über die fehlende Genehmigung, genehmigte das Bundesdenkmalamt das angebrachte Logo nachträglich mit der Begründung, an der entsprechenden Stelle habe ursprünglich bereits eine „plastische Beschriftung bestanden, die während der Zeit des nationalsozialistischen Regimes erweitert wurde. Nach dem Zweiten Weltkrieg wurde die Beschriftung abgeschlagen und ein ‚Zirkel‘ (Logo der Eigentümer) angebracht.“ Denkmalschutzrechtlich genehmigt waren jedoch keine dieser vorher am Turm angebrachten Wörter und Symbole.

## Bedeutung

Museumsbereich im Inneren des Turmes

Für die Deutsche Burschenschaft „stellt sich heute der Turm als Mahnmal für die Gefallenen beider Weltkriege dar, als Museum burschenschaftlicher Geschichte und burschenschaftlichen Gedankengutes und als Erinnerungsstätte daran, dass es über Grenzen und die Einzelstaatlichkeit hinaus ein geistiges Band gibt, welches den gesamten deutschen Volks- und Kulturraum umfaßt.“
Das Dokumentationsarchiv des österreichischen Widerstandes bezeichnet den Turm als „steinerne Anschlusspropaganda“ und damit als „permanenten Verstoß gegen den Staatsvertrag“, der Österreich verpflichte, großdeutsche Propaganda zu unterbinden. Er diene „dem völkischen (deutschnationalen bis rechtsextremen) Milieu bis heute als Wallfahrtsstätte und Ort großdeutscher Propaganda“.

## Galerie

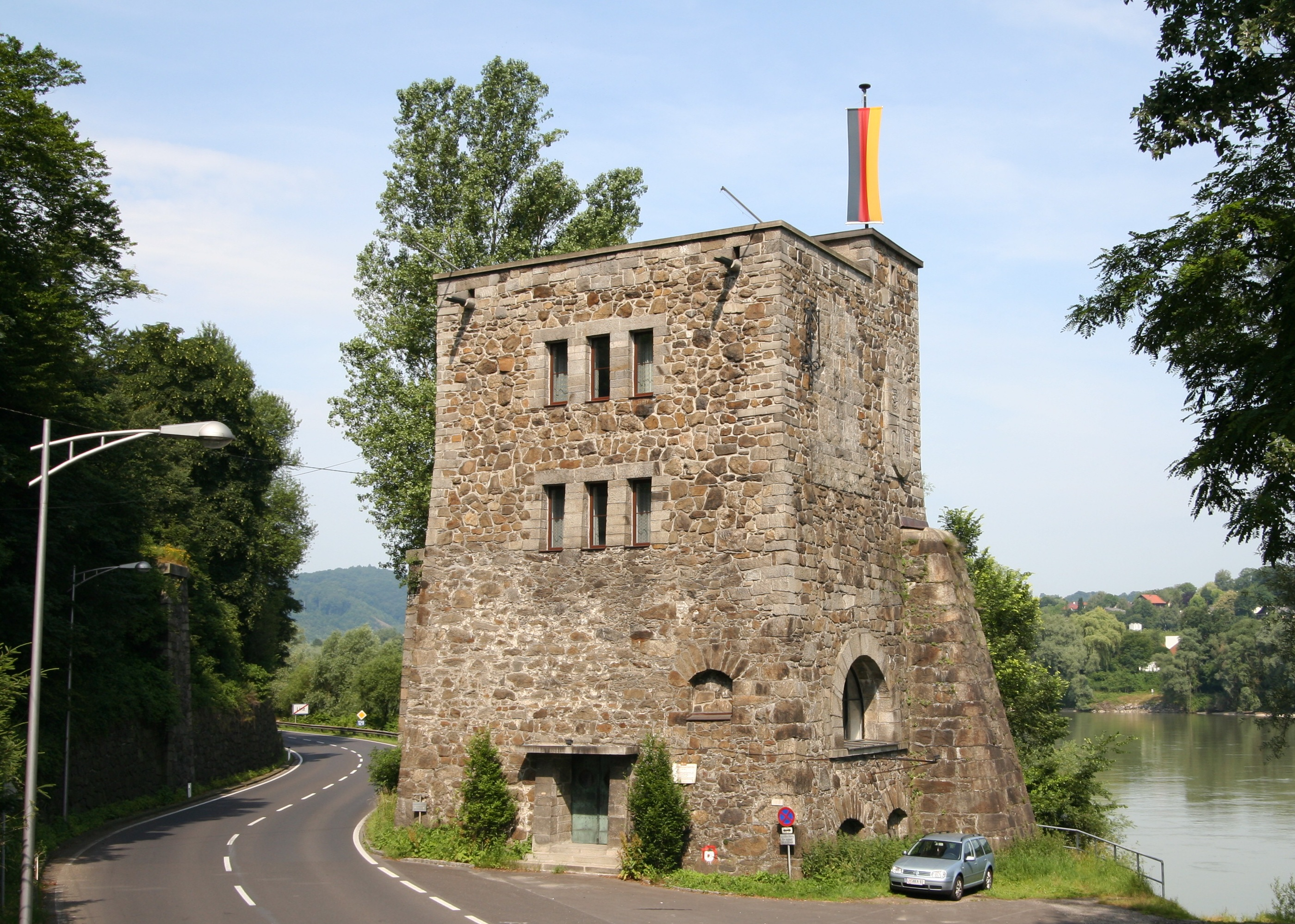
Burschenschafterturm (2005)
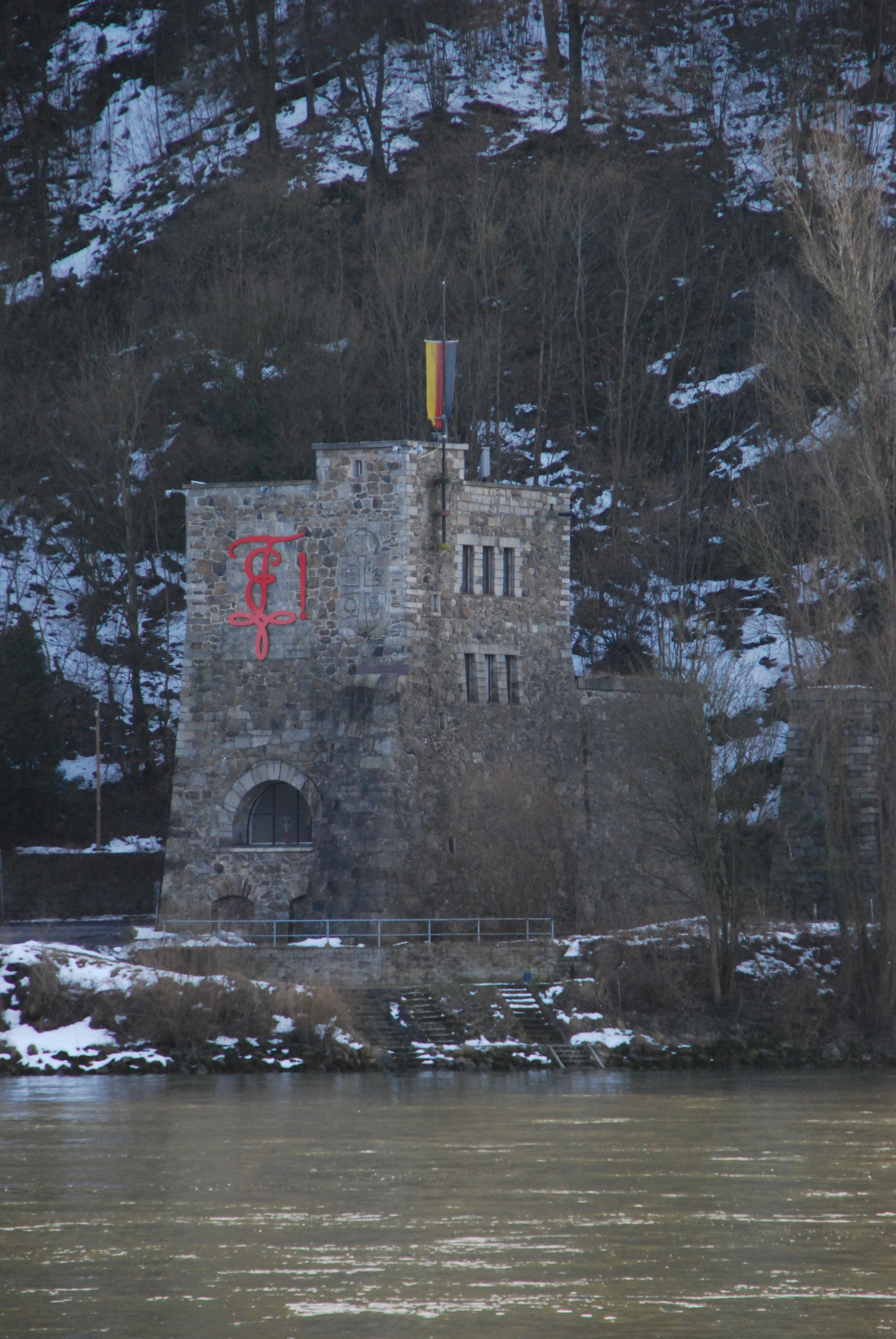
Blick vom anderen Donauufer aus (2010)
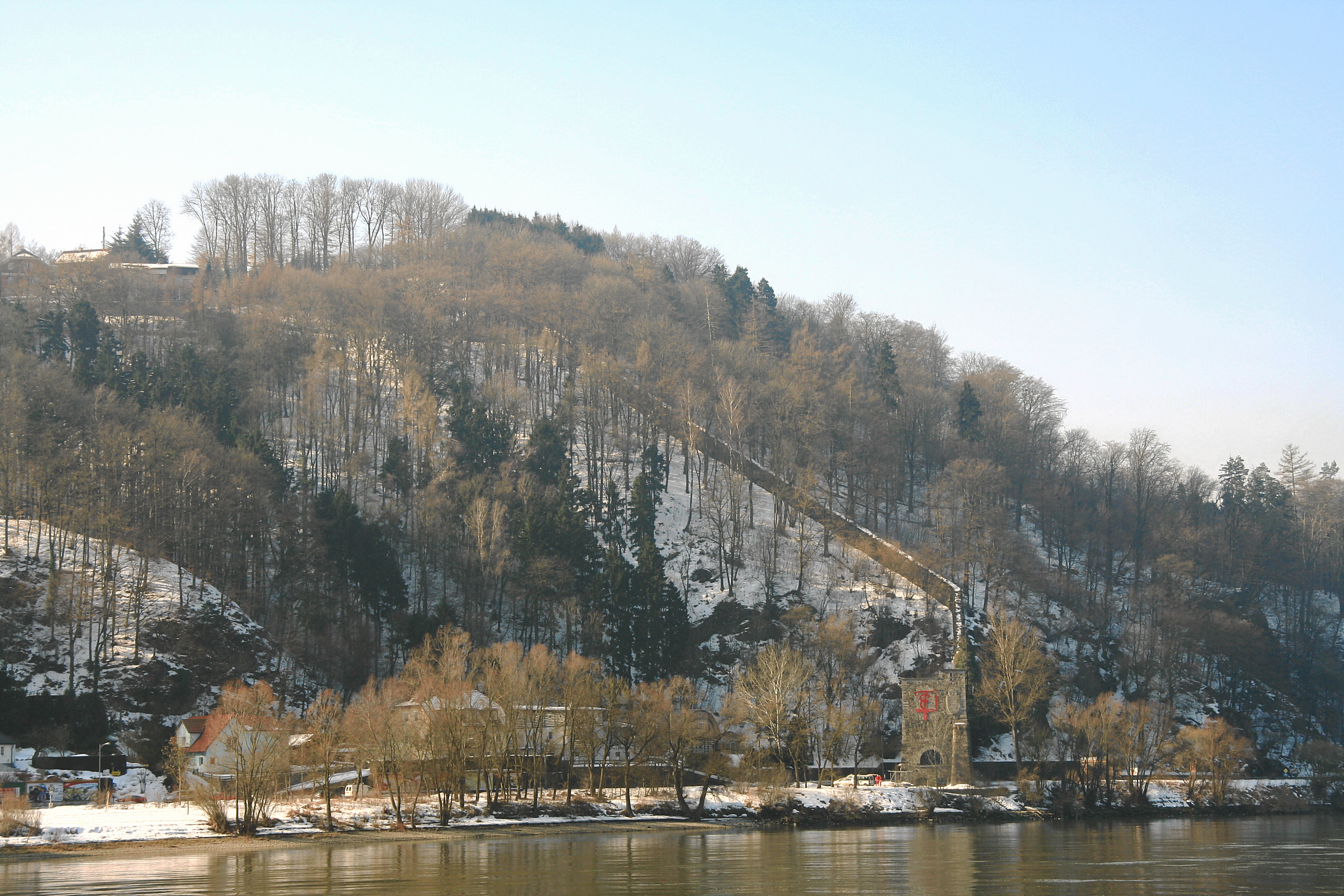
Blick auf den Turm vom anderen Donauufer aus. Im Hintergrund die Anschlussmauer (2006)